# Белл, Идрис
Сэр Гарольд Идрис Белл (2 октября 1879, Эпворт, Йоркшир и Хамбер — 22 января 1967, Аберистуит) — британский папиролог, музейный работник, специалист по истории Римской империи и валлийской литературе.

## Биография
Будущий историк родился 2 октября 1879 года в небольшом городке Эпуорт, Северный Линкольншир, в семье Чарльза Кристофера Белла, от которого сэр Идрис унаследовал вкус к литературе, и его супруги Рейчел Хьюз (Rachel Hughes), привившей сыну любовь к языку и литературе Уэльса. После окончания школы в Ноттингеме обучался в Ориел-колледже Оксфорда, где показал высокие результаты. В 1901—1902 годах стажировался в университетах Берлина и Галле, где слушал лекции известного антиковеда Ульриха фон Виламовиц-Мёллендорф. По возвращении в 1903 году поступил на службу в Британский музей в качестве ассистента в Отдел рукописей. В 1944 году он вышел в отставку в том же отделе в звании хранителя коллекции Эгертона.
Под влиянием Фредерика Кеньона Белл занялся папирологией. Совместно они опубликовали III том каталога греческих папирусов Британского музея (1907). Значительным событием в папирологии стала публикация IV тома каталога, посвящённого документам из Афродитополиса. Огромный 648-страничный том был подготовлен одним Беллом, не считая приложения с коптскими текстами за авторством У. Э. Крама. В 1917 году вышел V том, охватывающий рукописи из Ком-Ишкау. Научные занятия Белла были прерваны Первой мировой войной, с 18 ноября 1915 года он был сотрудником Военного офиса правительства королевства, занимаясь переводами и составлением отчётов по иностранной прессе. После окончания войны Белл продолжил свои папирологические исследования. К началу 1920-х годов стало ясно, что викторианский формат каталога рукописей устарел, и более важным является работа с отдельными собраниями папирусов. В этот период Белл занимался, помимо прочего, важным письмом Клавдия к александрийцам и документами, относящимися к мелитианскотму расколу. Другие его исследования были посвящены текстологии Нового Завета и истории Византийского Египта, в частности античного антисемитизма и александрийского сената.
Покинув Британский музей в июле 1944 года и освободившись от основных обязательств, Идрис Белл не прекратил научную деятельность, продолжив заниматься публикацией папирусов. В этот период он осуществил запланированное в начале научной карьеры переиздание архив Флавия Абиннея середины IV века.
Сэр Идрис Белл был членом многих исследовательских обществ. В 1930 году Белл был избран вице-президентом Общества содействия греческим исследованиям, а с 1935 вице-президентов, и с 1937 по 1945 год президентом Общества содействия изучению Древнего Рима. В 1923—1926 годах Белл был почётным секретарём, и с 1945 года вице-президентом Общества исследования Египта. В 1955 году Белл стал президентом Классической ассоциации. В 1946—1950 он был президентом Британской академии, членом которой состоял с 1932 года. Также Белл был почётным доктором четырёх университетов и членом многих иностранных академий. С 1935 по 1950 год он преподавал папирологию в Оксфорде как почётный лектор (Honorary Reader in Papyrology). Значение исследований в области валлийской литературы было отмечено избранием в 1947 году президентом Почтенного общества Киммродориона. В 1946 году Идрис Белл был удостоен рыцарского звания.
Сын Идриса Белла, Дэвид Белл, переводчик и покровитель валлийских художников, умер при жизни отца. Супруга сэра Идриса, леди Уинифред, скончалась за неделю до смерти мужа.